# Rhogeessa menchuae
Rhogeessa menchuae (Baird, Marchán-Rivadeneira, Pérez & Baker, 2012) è un pipistrello della famiglia dei Vespertilionidi diffuso in America centrale.

## Etimologia
L'epiteto specifico è dedicato a Rigoberta Menchu, pacifista guatemalteca premio Nobel per la pace nel 1992.

## Descrizione

### Dimensioni
Pipistrello di piccole dimensioni, con la lunghezza totale tra 69 e 76 mm, la lunghezza della coda tra 29 e 32 mm, la lunghezza del piede tra 5 e 7 mm e la lunghezza delle orecchie tra 10 e 12 mm.

### Aspetto
La pelliccia è corta. Le parti dorsali sono giallo-brunastre con la punta dei peli marrone scura, mentre le parti ventrali variano dal marrone chiaro al marrone scuro. Il muso è largo, dovuto alla presenza di due masse ghiandolari sui lati. Le orecchie sono relativamente corte, scure, triangolari e con l'estremità arrotondata. Nei maschi sono presenti delle masse ghiandolari alla base della superficie dorsale anteriore delle orecchie. Il trago è lungo e sottile. Le ali sono attaccate posteriormente alla base delle dita dei piedi. La punta della lunga coda si estende leggermente oltre l'uropatagio, il quale è cosparso di pochi peli alla base della superficie dorsale. Il calcar è ben sviluppato e carenato. Il cariotipo è 2n=34.

## Biologia

### Alimentazione
Si nutre di insetti.

## Distribuzione e habitat
Questa specie è conosciuta soltanto lungo le coste atlantiche del Guatemala e dell'Honduras.
Vive nelle foreste pluviali tropicali.

## Conservazione
Questa specie, essendo stata scoperta solo recentemente, non è stata sottoposta ancora a nessun criterio di conservazione.